# 1 septembrie
ianuarie • februarie • martie  • aprilie  • mai  • iunie  • iulie  • august  • septembrie  • octombrie  • noiembrie  • decembrie
1 septembrie este a 244-a zi a calendarului gregorian și a 245-a zi în anii bisecți. Mai sunt 121 de zile până la sfârșitul anului.

## Evenimente

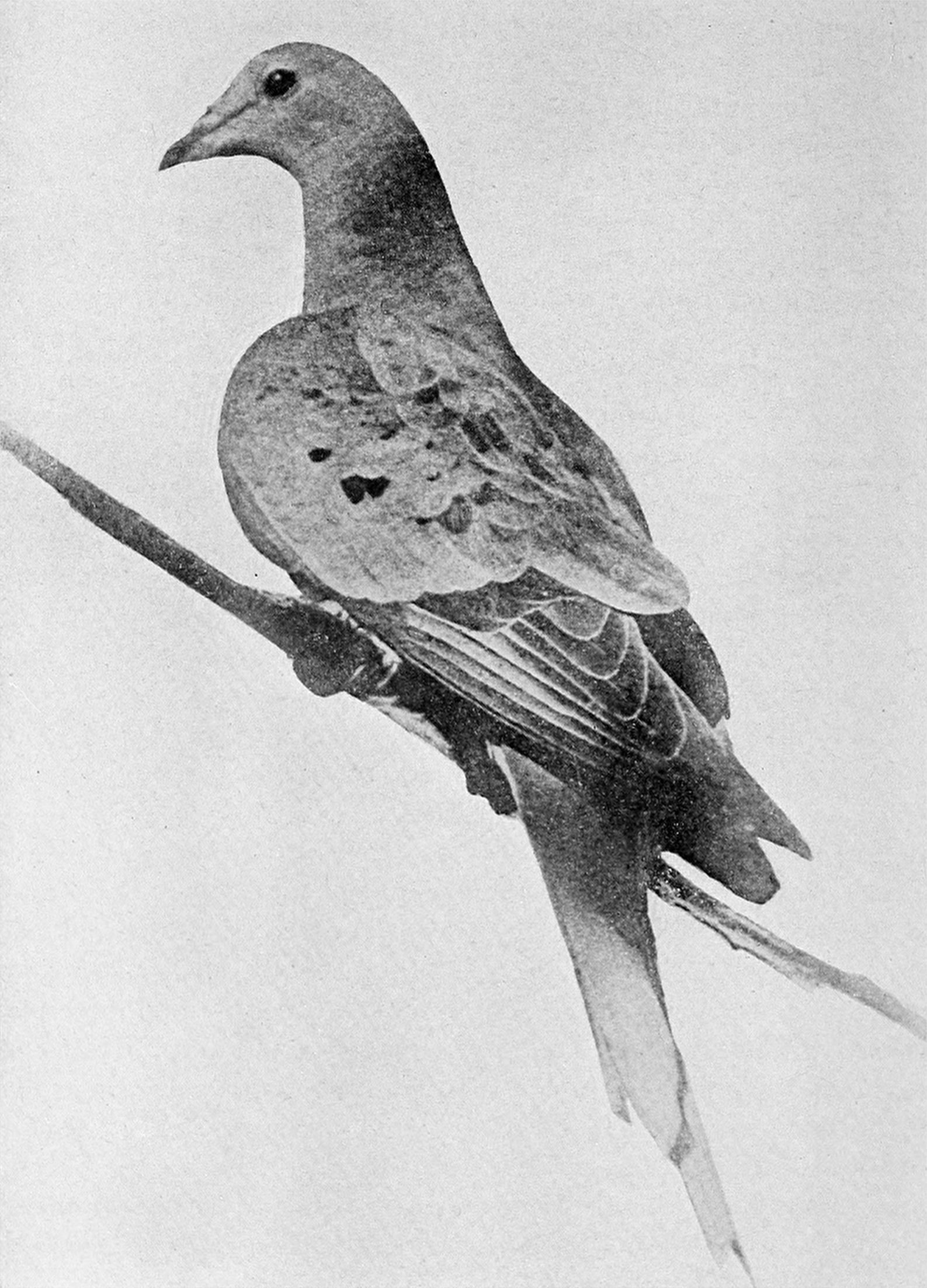
1914: „Martha”, ultimul exemplar de porumbel pasager, moare în grădina zoologică din Cincinnati.

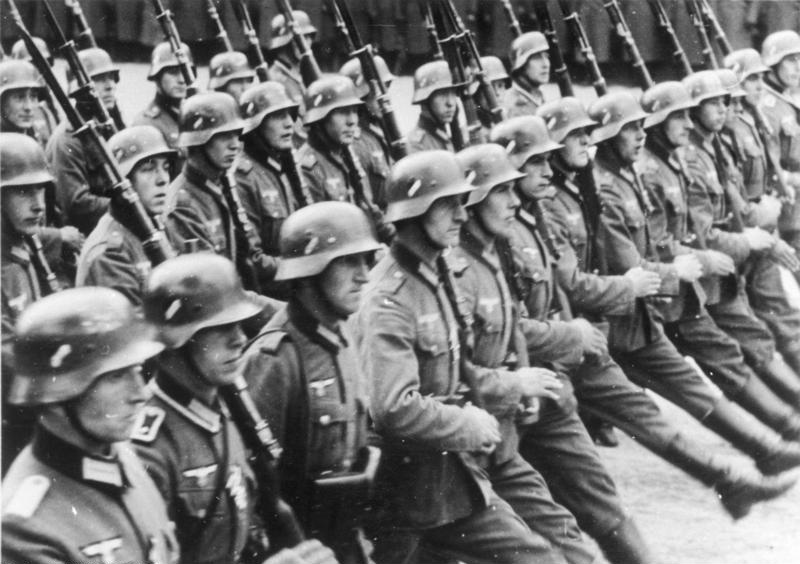
1939: Germania a invadat Polonia, declanșând Al Doilea Război Mondial.

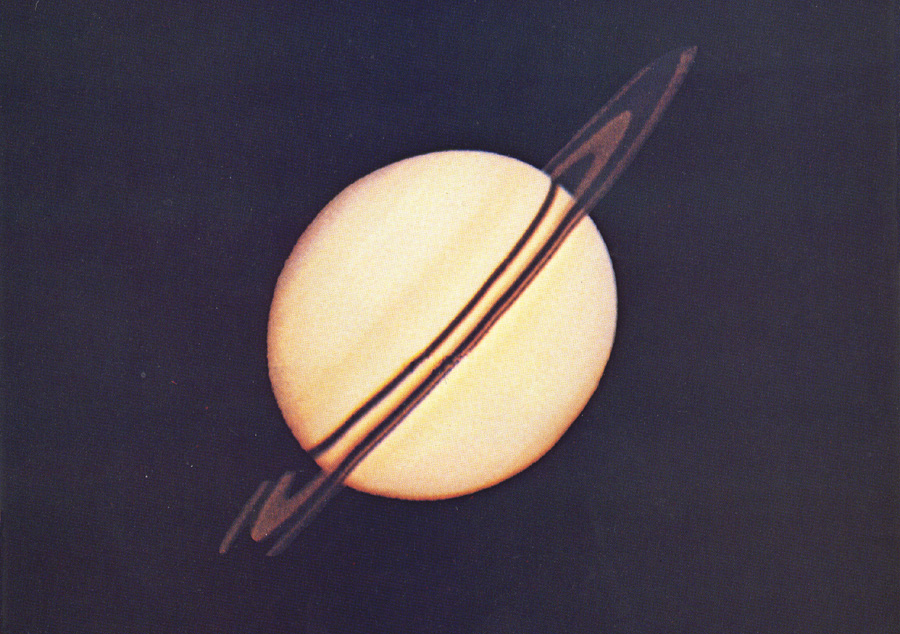
1979: Sonda spațială americană Pioneer 11 devine prima navă spațială care a vizitat planeta Saturn, trecând pe lângă planetă la o distanță de 21.000 kilometri.

- 1420: Un cutremur puternic de 8,8-9,4 Mw a zguduit regiunea Atacama din Chile, provocând tsunami atât în Chile, cât și în Hawaii și Japonia.[2][3]
- 1449: În bătălia de la Tumu, trupele mongole înving o forță mult mai mare a dinastiei Ming. Împăratul chinez Yingzong este luat prizonier.[4] Această înfrângere a fost unul dintre cele mai mari eșecuri militare din cele trei secole de existență ale dinastiei Ming și a fost atribuită în mare parte conducerii slabe a armatei Ming.
- 1598: Boris Godunov este încoronat țar rus.
- 1610: Lucrarea muzicală Vespro della Beata Vergine (Vecernie pentru Sfânta Fecioară) a lui Claudio Monteverdi este publicată pentru prima dată, tipărită la Veneția și dedicată Papei Paul al V-lea.[5]
- 1715: Regele Ludovic al XIV-lea al Franței moare după o domnie de 72 de ani – cea mai lungă domnie a unui monarh european important. Succesorul său va fi strănepotul său, Ludovic al XV-lea, în vârstă de cinci ani, sub regența lui Filip al II-lea, Duce de Orléans, nepotul lui Ludovic al XIV-lea.[6]
- 1763: Ecaterina a II-a a Rusiei susține planurile lui Ivan Betskoi, președintele Academiei Imperiale de Arte, pentru Orfelinatul din Moscova.
- 1804: Juno, unul dintre cei mai mari asteroizi din Centura Principală, este descoperit de astronomul german, Karl Ludwig Harding.[7]
- 1831: Ordinul Sfântul Grigore cel Mare este instituit de Papa Grigore al XVI-lea al Statului Vatican pentru a recunoaște sprijinul ridicat acordat Vaticanului sau Papei, de către un bărbat sau o femeie, și nu neapărat un romano-catolic.[8]
- 1859: În întreaga lume are loc o superfurtună solară.
- 1870: Are loc bătălia decisivă a războiului franco-prusac, Bătălia de la Sedan, care s-a terminat cu victoria decisivă a Prusiei.
- 1902: În sala Olympia de la Paris, publicul poate experimenta primul film science-fiction. Filmul Voiajul în lună a regizorului Georges Méliès este un mare succes.[9]
- 1912: La București, în sala „Eforie", a avut loc premiera filmului Independența României. A rulat timp de o lună, record pentru acea vreme. Filmul a fost prezentat apoi în Transilvania, la Viena și Budapesta.
- 1914: Orașul Sankt Petersburg din Rusia, își schimbă numele în Petrograd.
- 1914: „Martha”, ultimul exemplar de porumbel pasager, moare în grădina zoologică din Cincinnati.[1]
- 1920: Monumentul Fântâna Timpului, în cinstea a 100 de ani de pace între Statele Unite și Regatul Unit, a intrat în funcțiune la Chicago.
- 1923: Un cutremur a devastat Tokio și Yokohama, omorând aproape 105.000 de oameni (Marele cutremur Kanto).[10][11][12]
- 1939: Germania și Slovacia invadează Polonia, declanșând cel de-Al Doilea Război Mondial.
- 1939: Adolf Hitler semnează ordinul de începere a eutansierii sistematice a bolnavilor mintali și a persoanelor cu dizabilități.
- 1955: A fost înființată Filarmonica de Stat din Cluj.
- 1959: Au fost restabilite relațiile diplomatice dintre România și Japonia, întrerupte la 31 octombrie 1944, după ce România se alăturase coaliției antihitleriste.
- 1963: A luat ființă prima unitate specializată în domeniul informaticii și automatizării a Armatei române.
- 1966: Legația României din Olanda a fost ridicată la rang de ambasadă.
- 1969: O lovitură de stat în Libia îl aduce pe Muammar Gaddafi la putere.
- 1972: La Reykjavík, Islanda, americanul Bobby Fischer îl învinge pe rusul Boris Spasski, devenind campion mondial la șah.
- 1979: Sonda spațială americană Pioneer 11 devine prima navă spațială care a vizitat planeta Saturn, trecând pe lângă planetă la o distanță de 21.000 kilometri.[13]
- 1980: Generalul maior Chun Doo-hwan, a devenit președinte al Coreei de Sud, în urma demisiei președintelui Choi Kyu-hah.
- 1983: Uniunea Sovietică a doborât avionul de pasageri KAL-007 aparținând liniei sud coreene. Va recunoaște la 6 septembrie, declarând că piloții nu au știut că era un avion civil atunci când a încălcat spațiul aerian sovietic.
- 1991: Uzbekistan își declară independența față de Uniunea Sovietică.
- 1995: Armata germană a efectuat prima sa misiune de luptă de la sfârșitul celui de-Al Doilea Război Mondial, angajând în Bosnia bombardamente de tip „Tornado".
- 2001: Ceremonie în cadrul căreia România a preluat, pentru doi ani, președinția Comitetului de Coordonare al Reuniunii Miniștrilor Apărării din Sud-Estul Europei și a Comitetului Director Politico-Militar al Forței Multinaționale de Pace din Sud-Estul Europei (Plovdiv, Bulgaria).
- 2004: Începe criza ostaticilor de la școala din orașul rusesc Beslan, când un grup înarmat de teroriști au luat ostatici sute de elevi și profesori.

## Nașteri
- 1588: Henric al II-lea, Prinț de Condé (d. 1646)
- 1711: Willem al IV-lea, Prinț de Orania (d. 1759)
- 1837: Tony Robert-Fleury, pictor francez (d. 1912)
- 1854: Engelbert Humperdinck, compozitor german (d. 1921)
- 1858: Carl Auer von Welsbach, om de știință, inventator și antreprenor austriac (d. 1929)
- 1859: Victor Loret, egiptolog francez (d. 1946)
- 1862: Lazăr Edeleanu, chimist român (d. 1941)
- 1862: Inazo Nitobé, economist, autor și diplomat japonez (d. 1933)
- 1866: Teohari Antonescu, arheolog, istoric și pedagog universitar român (d. 1910)

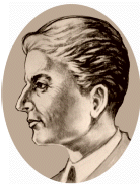
Lazăr Edeleanu, chimist român
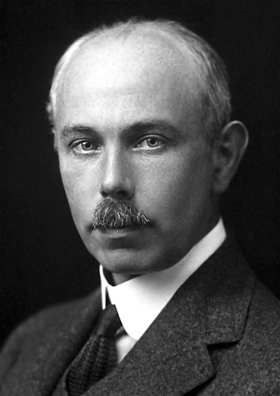
Francis William Aston, chimist și fizician englez, laureat Nobel
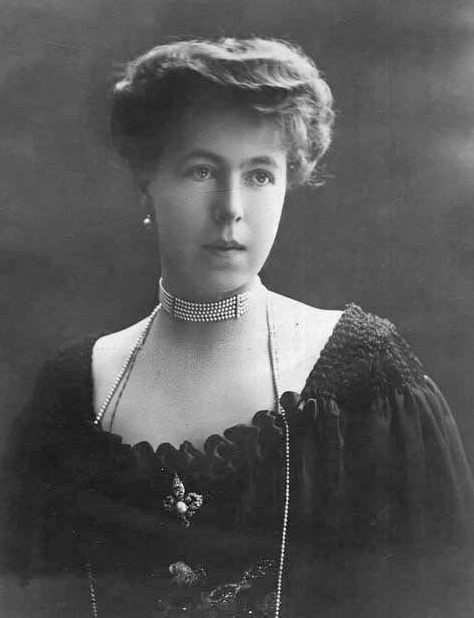
Prințesa Alexandra de Edinburgh și Saxa-Coburg și Gotha, sora reginei Maria a României

- 1875: Edgar Rice Burroughs, romancier american (d. 1950)
- 1877: Francis William Aston, chimist și fizician englez, laureat al Premiului Nobel (d. 1945)
- 1878: Prințesa Alexandra de Edinburgh și Saxa-Coburg și Gotha, sora Reginei Maria a României (d. 1942)
- 1900: Henriette Yvonne Stahl, scriitoare și traducătoare română (d. 1984)
- 1910: Olga Necrasov, antropolog rus (d. 2000)
- 1910: Jack Hawkins, actor britanic (d. 1973)
- 1915: Ken Aston, arbitru de fotbal, inventatorul cartonașelor galbene și roșii (d. 2001)
- 1922: Vittorio Gassman, actor și regizor italian de film (d. 2000)
- 1923: Rocky Marciano, boxer italo-american (d. 1969)
- 1925: Roy Jay Glauber, fizician american, laureat Nobel  (d. 2018)
- 1930: Michel Serres, filosof francez (d. 2019)
- 1935: Seiji Ozawa, dirijor și muzician japonez (d. 2024)
- 1937: Allen Jones, artist englez
- 1938: Ladislau Rohonyi, scrimer român (d. 1983)
- 1939: Attila Csipler, scrimer român (d. 1996)
- 1941: Julia Varady, soprană română de origine maghiară
- 1944: Leonard Slatkin, dirijor american
- 1945: Mustafa Balel, romancier, nuvelist și traducător turc
- 1945: Abd Rabbuh Mansur Hadi, politician yemenit, președinte al Yemenului (2012-prezent)
- 1946: Barry Gibb, cântăreț englez (Bee Gees)
- 1947: Ion Mircea, poet român
- 1949: Luminița Gheorghiu, actriță română (d. 2021)
- 1949: Elena Albu, actriță română (d. 2003)
- 1950: Mihail Efimovici Fradkov, politician rus, prim-ministru al Rusiei în (2004-2007)
- 1950: Dudu Georgescu, fotbalist român
- 1951: Nicu Ceaușescu, fiul lui Nicolae Ceaușescu (d. 1996)
- 1957: Gloria Estefan, cântăreață și compozitoare americano-cubaneză
- 1962: Ruud Gullit, fotbalist olandez

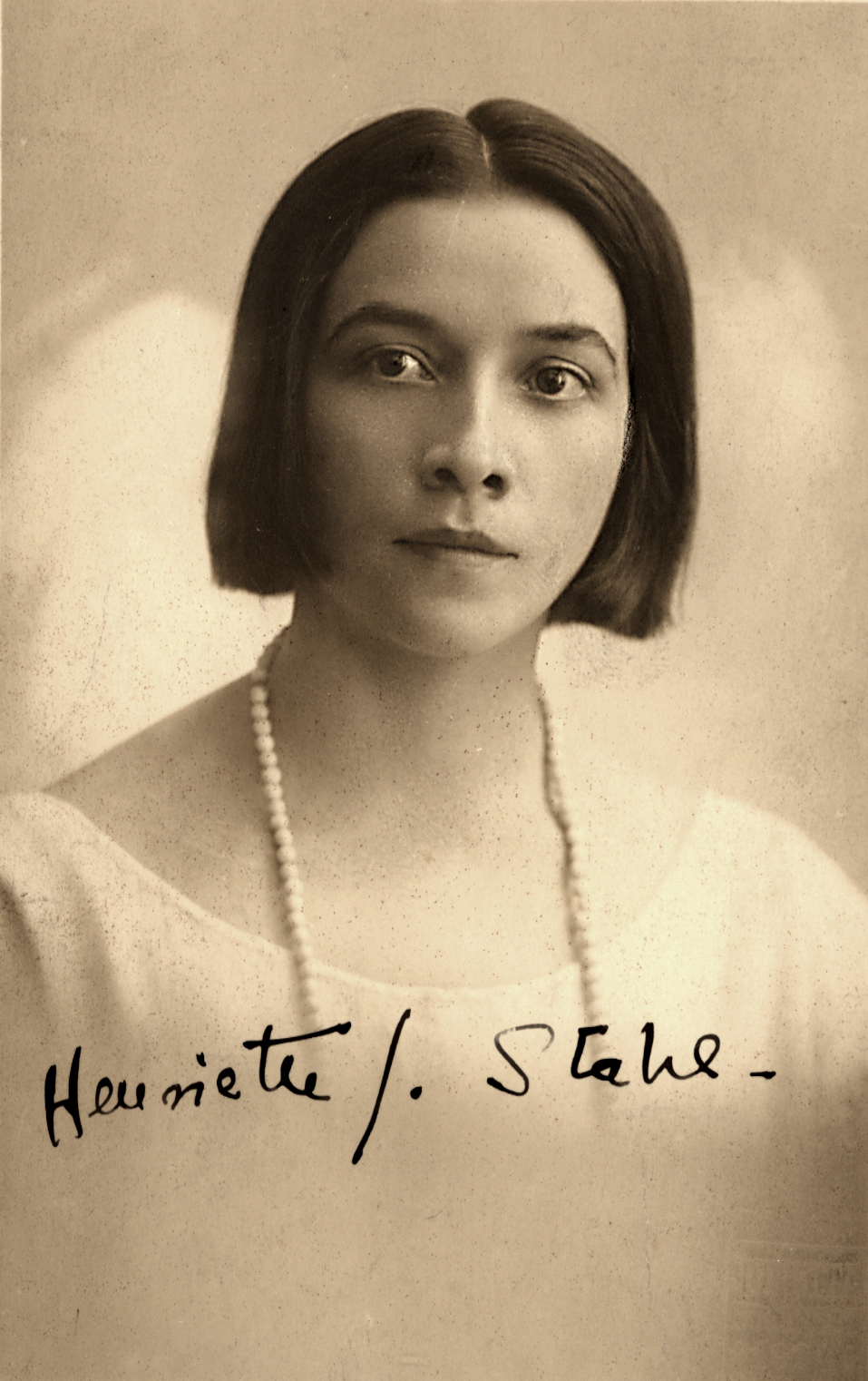
Henriette Yvonne Stahl, scriitoare română
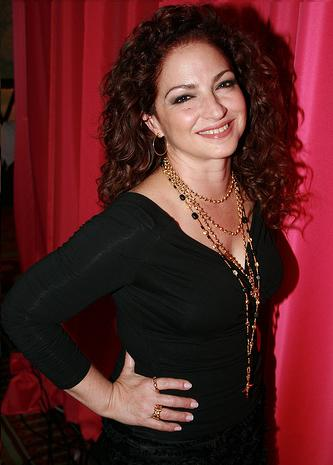
Gloria Estefan, cântăreață americano-cubaneză
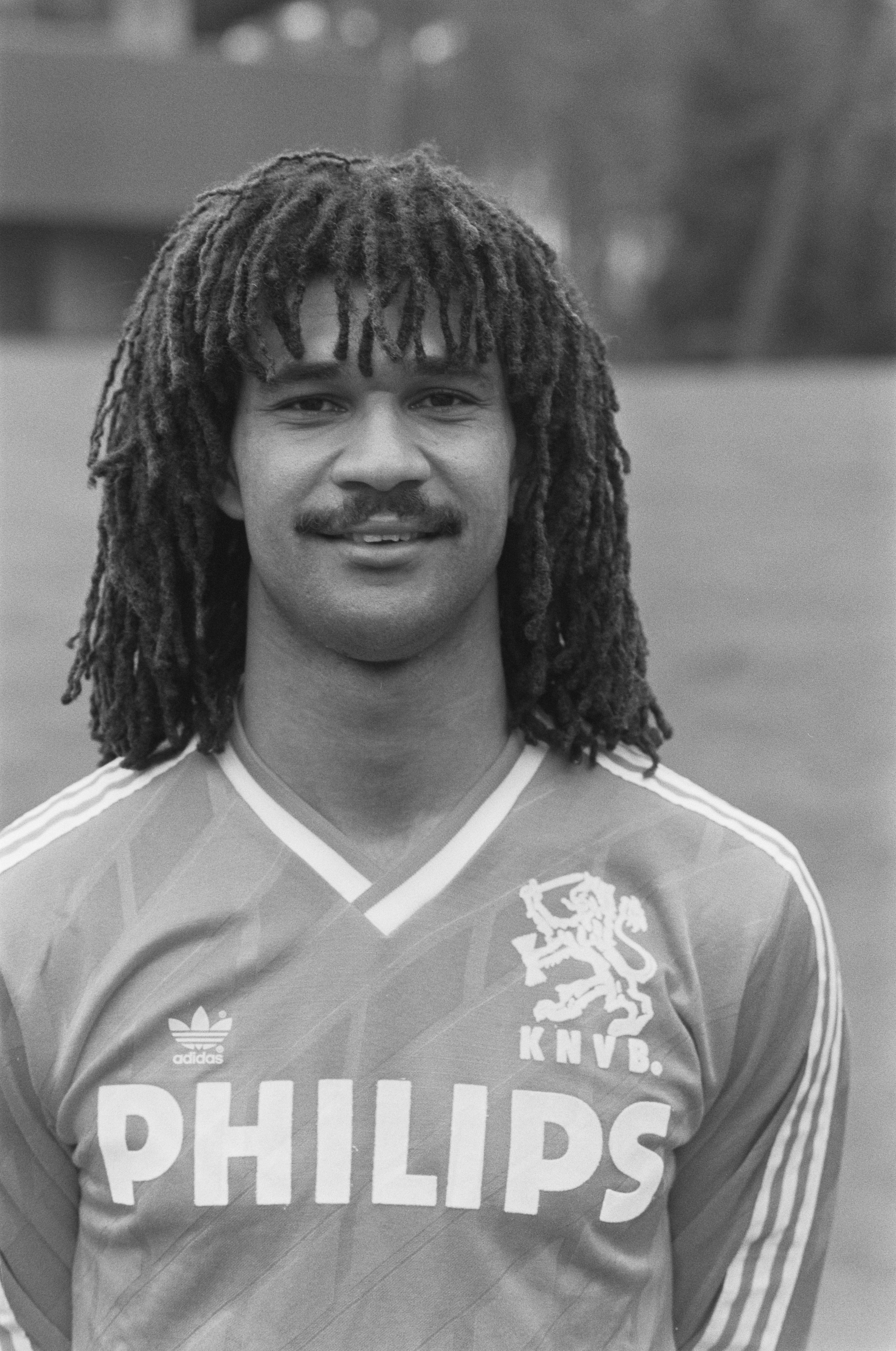
Ruud Gullit, fotbalist olandez

- 1971: Hakan Șükür, fotbalist turc
- 1971: Ivan Trevejo, scrimer francez de origine cubaneză
- 1975: Radu Eduard Ciobanu, fotbalist român
- 1979: Bobo Burlăcianu, interpret și compozitor român
- 1979: Margherita Granbassi, scrimeră italiană
- 1983: José Antonio Reyes, fotbalist spaniol (d. 2019)
- 1984: Federico Piovaccari, fotbalist italian
- 1986: Stella Mwangi, cântăreață kenyano-norvegiană
- 1989: Bill și Tom Kaulitz, gemenii formației Tokio Hotel
- 1989: Daniel Sturridge, fotbalist englez
- 1993: Sergio Rico, fotbalist spaniol
- 1996: Edward Dunbar, ciclist irlandez
- 1996: Zendaya, actriță, model, cântăreață și dansatoare americană
- 1996: Itana Grbić, handbalistă din Muntenegru

## Decese
- 1067: Balduin al V-lea de Flandra (n. 1012)
- 1159: Papa Adrian al IV-lea
- 1552: Ștefan Rareș, domn al Moldovei (n. 1531)
- 1557: Jacques Cartier, explorator francez (n. 1491)
- 1678: Jan Brueghel cel Tânăr, pictor flamand (n. 1601)
- 1687: Henry More, filosof englez (n. 1614)
- 1715: Ludovic al XIV-lea al Franței (n. 1638)
- 1744: Frederic Anton, Prinț de Schwarzburg-Rudolstadt (n. 1692)

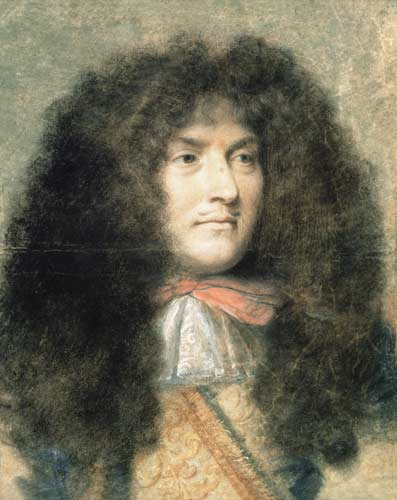
Ludovic al XIV-lea al Franței
Liviu Rebreanu, scriitor român
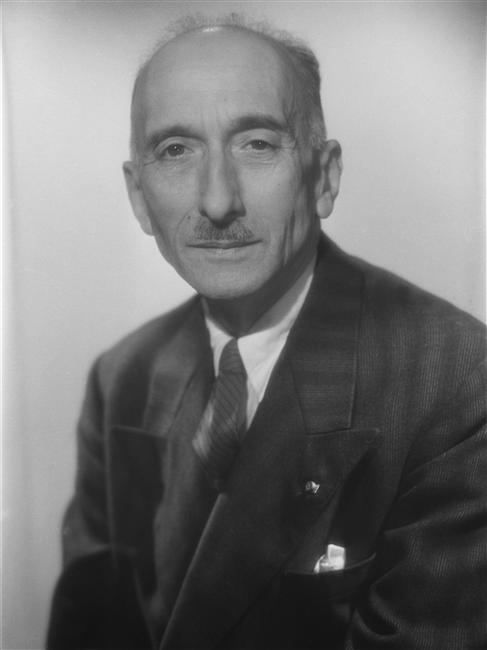
François Mauriac, scriitor francez, laureat Nobel

- 1821: Antoine Gouan, medic, botanist, ihtiolog, micolog francez (n. 1733)
- 1838: William Clark, explorator american (n. 1770)
- 1847: Eugénie de Beauharnais, prințesă franco-germană (n. 1808)
- 1879: Hippolyte Sebron, pictor francez (n. 1801)
- 1896: Claude Casimir Gillet, medic, botanist și entomolog francez (n. 1806)
- 1898: Robert von Zimmermann, filosof ceh de origine austriacă (n. 1824)
- 1910: Aleksandr Mihailovici Zaițev, chimist rus (n. 1841)
- 1922: Prințesa Helena de Waldeck și Pyrmont, ducesă de Albany (n. 1861)
- 1930: Aristide Demetriade, actor și regizor român (n. 1872)
- 1944: Liviu Rebreanu, scriitor român, membru al Academiei Române (n. 1885)
- 1963: Jules Cazaban, actor român, Artist al Poporului (n. 1903)
- 1964: George Georgescu, dirijor român, membru corespondent al Academiei Române (n. 1887)
- 1970: François Charles Mauriac, scriitor francez, laureat Nobel (n. 1885)
- 1972: Anișoara Odeanu, scriitoare română  (n. 1912)
- 1983: Franz Platko, fotbalist maghiar (n. 1898)
- 1984: Carlo Zecchi, pianist și dirijor italian (n. 1903)
- 1988: Luis Walter Alvarez, fizician american (n. 1911)
- 1989: Kazimierz Deyna, fotbalist polonez (n. 1947)
- 1995: Adrian Dohotaru, poet și dramaturg român (n. 1939)
- 1996: Ion Oblemenco, fotbalist și antrenor român (n. 1945)
- 1997: Zoltán Czibor, fotbalist maghiar (n. 1929)
- 2008: Sorin Gheorghiu, actor român de teatru și film (n. 1939)
- 2008: Ruxandra Sireteanu-Constantinescu, biofiziciană română stabilită în Germania (n. 1945)
- 2011: Alexandru Pesamosca,academician, doctor chirurg, supranumit "ingerul copiilor" (n. 1930)
- 2017: Zoe Petre, istoric, publicist și om politic român (n. 1940)
- 2020: Irina Pecernikova, actriță sovietică și rusă (n. 1945)
- 2021: Romulus Cristescu, matematician român (n. 1928)
- 2022: Phillip Mann, scriitor britanic (n. 1942)

## Sărbători
- calendarul ortodox: Cuv. Simeon Stâlpnicul și Marta, mama sa (începutul anului bisericesc[14][15][16])
- calendarul romano-catolic: Sfântul Egidiu
- România:
  - Ziua informaticienilor militari
  - Ziua diplomației române
- Libia: Ziua națională - Ziua revoluției - 1969
- Uzbekistan: Ziua națională - Ziua Independenței - 1991
- Slovacia: Ziua națională - Ziua Constituției - 1992